# 刘国安
刘国安（1921年2月—2010年10月），号汉阳，化名林平白、刘安，笔名柳岸等，男，湖南衡东人，中华人民共和国政治人物，曾任中华人民共和国冶金工业部长沙矿冶研究所副所长，湖南省政协副主席。